# Onthophagus secundarius
Onthophagus secundarius é uma espécie de inseto do género Onthophagus, família Scarabaeidae, ordem Coleoptera.
Foi descrita cientificamente por Roth em 1851.